# Gymnopilus farinaceus
Gymnopilus farinaceus là một loài nấm thuộc họ Cortinariaceae.